# Vigh Bertalan (mérnök)
Vigh Bertalan (Nagykálló, 1887. május 24. – Budapest, 1959. április 16.) gépészmérnök, villamosmérnök, iskolaalapító, tanár, szakközépiskolai igazgató.

## Életútja
Középiskolai tanulmányait Szegeden, majd 1900-tól Egerben végezte. 1905-ben tett érettségi vizsgát, majd szülei kívánságára az Egri Érseki Jogakadémán elvégzett egy évet. 1906-tól a budapesti József Műegyetemen tanult, ahol gépészmérnöki oklevelet szerzett. 1911-ben kezdte meg iparoktatási működését a debreceni fémipari iskolában. Először, mint tanárjelölt működött, de rövidesen tanárrá nevezték ki. Az első világháború alatt helyőrségekben katonai, műszaki szolgálot teljesített. 
1915-ben megnősült, 1918-ban hadnagyi rangban szerelt le. 1916-ban a budapesti állami művégtaggyárhoz került és az ezzel kapcsolatos ipari szakiskolában is tanított. 1919-ben a budapesti felsőipariskolába helyezték át, azután a kereskedelmi minisztérium iparoktatási osztályához rendelték be szolgálattételre. 1923-ban a budapesti magyar királyi állami mechanikai elektromos ipari szakiskola helyettes igazgatói teendőivel bizták meg, 1924-ben pedig igazgatóvá nevezték ki, ezt a tisztséget 1949-es nyugdíjba vonulásáig töltötte be. Ezt követően haláláig a budapesti műszaki egyetem megbízott előadója volt, s egyidejűleg elektroipari szaktanfolyamokat is vezetett. 
Tevékeny részt vett a vezetése alatt álló iskola elektromosipari szakosztályának és tanfolyamainak újjászervezésében. Szakirodalommal is foglalkozott. A mérnöki kamara és több más tudományos egyesület tagja volt. 1930-ban felkérték, hogy tervezze meg a Szent Imre Nemzetközi Ifjúsági Kongresszus világítástechnikáját. 1938-ban a Nemzetközi  Eucharisztikus Kongresszus előkészítő főbizottságában a világítási albizottság elnöke volt. Megtervezte és szervezte a Hősök terének, az oltárnak világítását, a fővárosi díszkivilágításának kiegészítését, valamint a dunai körmenet különleges fényhatásait. Ezen munkájának elismeréseként XII. Piusz pápától megkapta a Szent Szilveszter rend középkeresztjét.

## Fontosabb művei
- A villamosság alaptörvényei (Bp. 1921)
- Villamossági alapfogalmak (Bp., 1939)
- Erősáramú villamos szerelés (Gárdonyi Jenővel, Bp., 1952)